# Helmern (Willebadessen)
Helmern ist ein Stadtteil von Willebadessen im Kreis Höxter, Nordrhein-Westfalen. Der Ort liegt an der Helmerte, einem Zufluss der Nethe. Die erste urkundliche Erwähnung war im Jahr 1213. Bis zur Eingemeindung 1975 nach Willebadessen gehörte die selbstständige Gemeinde Helmern zum Amt Peckelsheim.

## Geschichte
Der sächsische Mönch und Geschichtsschreiber Widukind von Corvey berichtet in seiner Sachsengeschichte „Res gestae Saxonicae“ urkundlich von der Existenz der „Civitas Elmeri unter der Karlsburg“ und dass dieser karolingische Königshof im Jahre 937 zerstört wurde. Diese Ersterwähnung nahmen die Bürger von Helmern im Jahre 1987 zum Anlass, ein Heimatfest zu feiern – die 1050-Jahr-Feier. Gleichzeitig lässt diese Ersterwähnung jedoch darauf schließen, dass Helmern viel älter ist.
Helmern (Elmeri) setzt sich zusammen aus elan = stark und mari = Wasser – „starkes Wasser“. Demnach war die Helmerte damals ein etwas kräftigerer Fluss, so dass die Ortsnamensbedeutung wohl einleuchtend erscheint. Helmern war also schon lange vor den Feldzügen Karls des Großen besiedelt und spielte bei dem Vorhaben Karls, die heidnischen Sachsen zu unterwerfen und sie zu christianisieren, eine strategische Rolle.
Im 13. Jahrhundert gehörte das Dorf Helmern zum Komitat des Grafen von Everstein. Aus diversen Urkunden ist zu ersehen, dass im 13. Jahrhundert viel Helmersches Land dem Kloster Willebadessen, dem Stift Heerse und dem Kloster Hardehausen übereignet wurde.

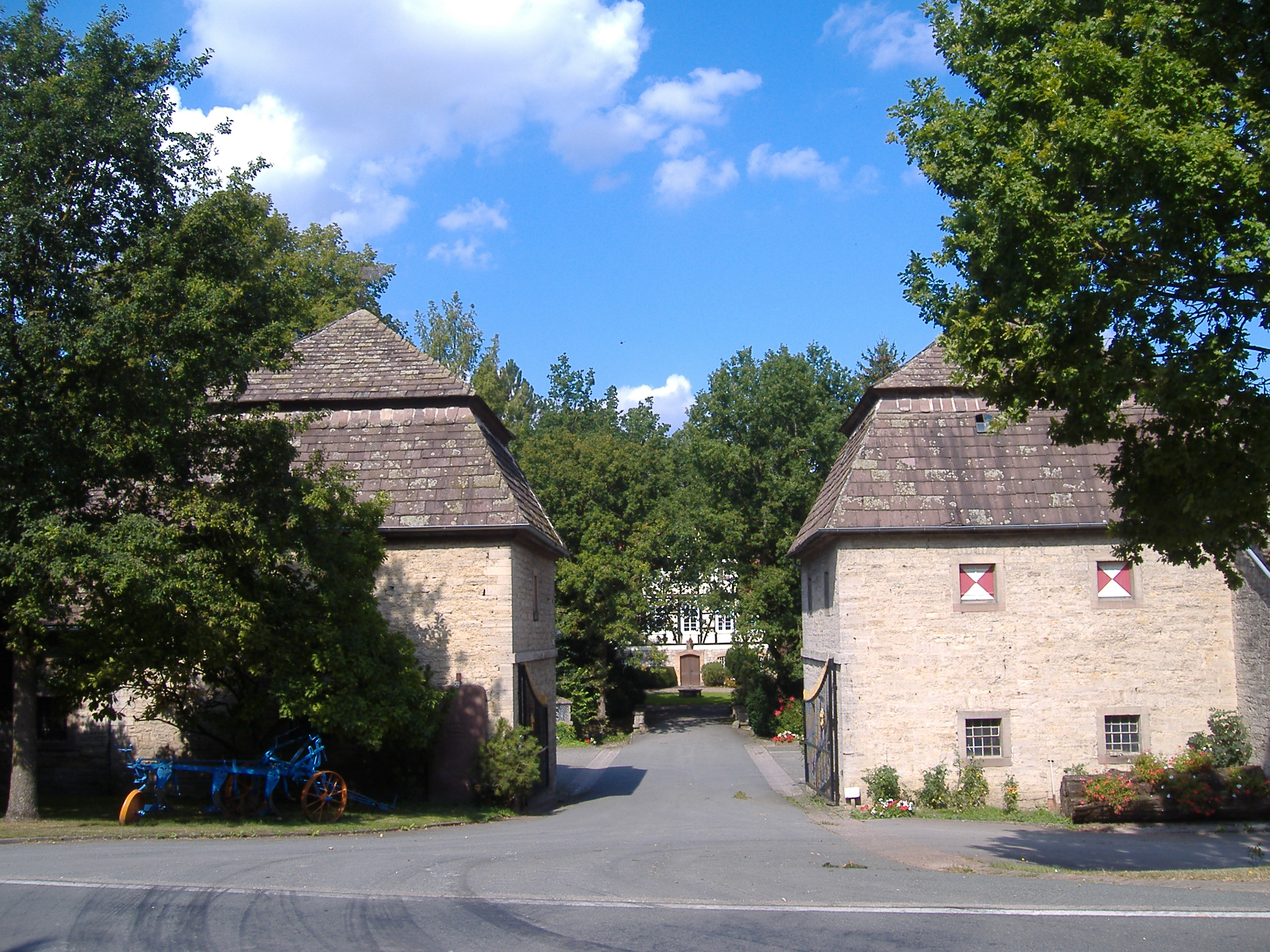
Rittergut Helmern

Später befanden sich Burg und Land in Helmern größtenteils im Besitz derer von Niehausen, die im 15. Jahrhundert einen großen Aufschwung nahmen. Mitglieder dieser Familie waren Burgmannen in Borgholz und auf der Burg Peckelsheim, zusammen mit der Familie von Spiegel zu Peckelsheim. Von dieser Zeit an ist die Orts- und Heimatgeschichte des kleinen Dorfes Helmern mit der Geschichte des alten Rittergeschlechtes derer „von Spiegel zu Peckelsheim auf Helmern“ eng verbunden. Dieses Adelsgeschlecht erwarb sich im Laufe der Jahrhunderte große Verdienste bei dem Aufbau und der wirtschaftlichen Entwicklung, nicht nur der Gemeinde Helmern, sondern auch des Landkreises Warburg, sowie auch auf kirchlichem Gebiet in der Diözese Paderborn. Die Familie ist bis heute auf dem Gut ansässig, das bis heute ein wichtiger Teil von Helmern ist; dort haben viele Familien über Generationen Arbeit und Brot gefunden.
Helmern gehörte bis zu den Napoleonischen Kriegen zur Landvogtei Peckelsheim im Hochstift Paderborn. Von 1807 bis 1813 gehörte der Ort zum Kanton Peckelsheim im Departement der Fulda des Königreichs Westphalen. 1816 kam Helmern zum neuen Kreis Warburg in der preußischen Provinz Westfalen, in dem die Gemeinde zum Amt Peckelsheim gehörte. Am 1. Januar 1975 wurde Helmern durch das Sauerland/Paderborn-Gesetz nach Willebadessen eingemeindet, die gleichzeitig in den Kreis Höxter wechselte.
Im Jahre 2018 errichtete die Gemeinde eine Gedenktafel für die aus Helmern stammende und dort lebenslang arbeitende Malerin Wisa Gräfin von Westphalen. Die Gedenktafel schuf der ebenfalls in Helmern lebende Künstler Raphael Strauch. Er ist mit verschiedenen Arbeiten im Ort vertreten.
2024 wurde Helmern als „Frauenort“ in Nordrhein-Westfalen ausgewählt.
Erinnert wird an Äbtissin Benedicta von Spiegel und an ihre bis vor kurzem noch weitgehend unbekannte Bedeutung als Widerständlerin gegen die NS-Diktatur. Aus Anlass des 150. Geburtstages wurde auf dem Gelände der Kapelle St. Kilian am 25. August eine Gedenkstele aufgestellt. Helmern ist neben Höxter der einzige NRW-Frauenort im Hochstift Paderborn.

## Bauwerke

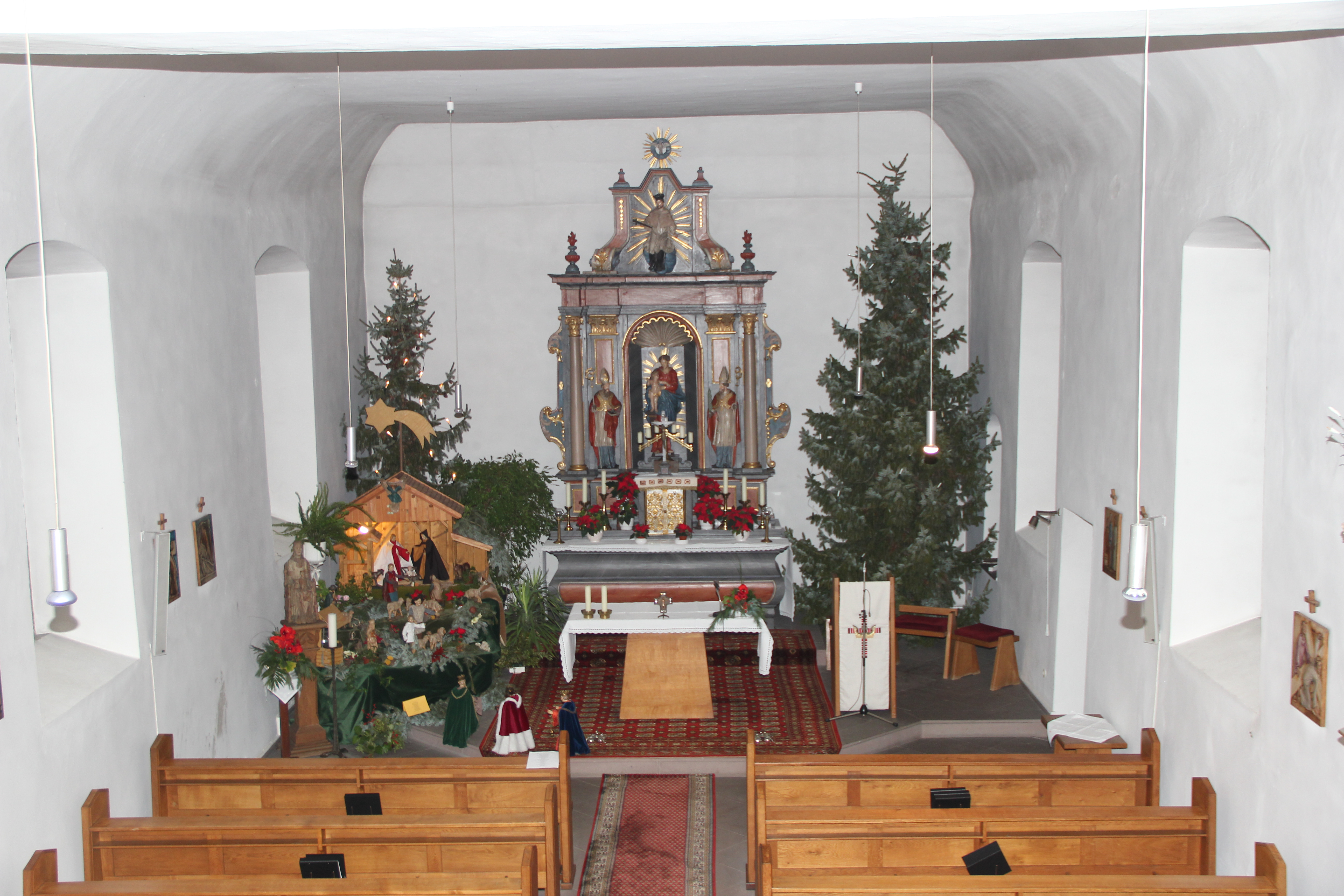
Kapelle St. Kilian in Helmern

In der Liste der Baudenkmäler in Willebadessen sind für Helmern vier Baudenkmale aufgeführt, darunter: 
- die aus dem Jahr 1731 stammende katholische Kapelle St. Kilian
- das Gut Helmern mit Herrenhaus

## Persönlichkeiten

### Söhne und Töchter der Gemeinde
- Raban Spiegel von und zu Peckelsheim (1841–1906), Rittergutsbesitzer, Verwaltungsbeamter und Parlamentarier
- Maria Anna Benedicta von Spiegel (1874–1950), Äbtissin der Benediktinerinnenabtei St. Walburg in Eichstätt
- Joseph von Spiegel zu Peckelsheim (1878–1949), Landrat des Kreises Warburg
- Wisa von Westphalen (1910–1993), Kunstmalerin
- Raban Graf von Westphalen (1945–2025), Politik- und Rechtswissenschaftler